# Drabescus sirunkensis
Drabescus sirunkensis är en insektsart som beskrevs av Evans 1972. Drabescus sirunkensis ingår i släktet Drabescus och familjen dvärgstritar. Inga underarter finns listade i Catalogue of Life.